# Piruvato deidrogenasi (citocromo)
La piruvato deidrogenasi (citocromo) è un enzima appartenente alla classe delle ossidoreduttasi, che catalizza la seguente reazione:
piruvato + ferricitocromo b1 + H2O ⇄ acetato + CO2 + ferrocitocromo b1
Una flavoproteina richiedente tiamina pirofosfato.